# Lucky Town
Lucky Town är ett musikalbum av Bruce Springsteen, utgivet på skivbolaget Columbia Records den 31 mars 1992, samma dag som ytterligare ett album av honom, Human Touch, kom ut. På båda dessa album använde sig Springsteen inte av sitt vanliga kompband E Street Band, utan av andra musiker, med undantag för keyboardisten Roy Bittan.
Lucky Town blev som bäst trea på Billboard 200, en placering sämre än Human Touch. På UK Albums Chart blev det tvåa, även där en placering sämre än Human Touch.

## Låtlista
Samtliga låtar skrivna av Bruce Springsteen.
1. "Better Days" - 4:08
2. "Lucky Town" - 3:27
3. "Local Hero" - 4:04
4. "If I Should Fall Behind" - 2:57
5. "Leap of Faith" - 3:27
6. "The Big Muddy" - 4:05
7. "Living Proof" - 4:49
8. "Book of Dreams" - 4:24
9. "Souls of the Departed" - 4:17
10. "My Beautiful Reward" - 3:55